# Преживети насиље: последице по психичко и физичко здравље жртава породичног насиља и трговине људима
Преживети насиље: последице по психичко и физичко здравље жртава породичног насиља и трговине људима је публикација АСТРЕ објављена 2016. године.

## О књизи
Публикација Преживети насиље: последице по психичко и физичко здравље жртава породичног насиља и трговине људима, као и истоимена трибина одржана 15. новембра 2016. у Дому омладине Београда, настала је са жељом да садашње и будуће професионалце који у свом раду могу да дођу у контакт са жртвама трговине људима и партнерског насиља боље упозна са динамиком ових проблема, важношћу раног реаговања и последицама које ови облици насиља могу да остављају на особе које су их преживеле. Указујући на предрасуде и тешкоће у опоравку са којима се жртве наведених облика насиља суочавају желе да скрену пажњу професионалаца на присутне проблеме, у циљу унапређења третмана жртава.
Публикација и трибина су подржане од Министарства здравља Републике Србије.